# Asenowgrad
Asenowgrad – miasto w południowej Bułgarii, na północnych stokach Rodopów. „Miasto Asena” położone jest na skraju gór Rodopów i Niziny Trackiej, 20 km na południe od Płowdiw, nad Czepełarską reką.
Siedziba władz gminy Asenowgrad.

## Kultura i sztuka
- cerkiew św. Jana Chrzciciela (XIV w.)
- cerkiew (XII-XIII w.). Po drodze do zamku, na stoku znajduje się cerkiew św. Bogurodzicy Petriczki(inne języki) (bg. Света Богородица Петричка), bizantyjska z XII –XIII w. Jest ona dwupoziomową świątynią, z niską wieżyczką zwieńczoną kopułą i kwadratową dzwonnicą. Odrestaurowana, wewnątrz posiada zachowane fragmenty fresków. Jej wizerunek znajduje się na etykietkach butelek wina produkowanego w okolicy.
- ruiny twierdzy (XI, XIII w.). Nad miastem góruje biała skała z ruinami zamku rozbudowanego przez Iwana Asena II w 1230 r. Stroma ścieżka prowadzi wzdłuż częściowo zachowanych murów do ruin wieży na szczycie.
- Muzeum paleontologiczne

## Miasta partnerskie
- Pergamon, Turcja
- Nausa, Grecja
- Kilkis, Grecja
- Prilep, Macedonia Północna